# Romain (Marne)
Romain ist eine französische Gemeinde mit 325 Einwohnern (Stand: 1. Januar 2022) im Département Marne in der Region Grand Est (vor 2016 Champagne-Ardenne). Die Gemeinde gehört zum Arrondissement Reims und zum Kanton Fismes-Montagne de Reims. 

## Geographie
Romain liegt etwa 26 Kilometer westnordwestlich des Stadtzentrums von Reims am Vesle, der die Gemeinde im Süden begrenzt. Umgeben wird Romain von den Nachbargemeinden Muscourt und Meurival im Norden, Ventelay im Osten und Nordosten, Montigny-sur-Vesle im Osten und Südosten, Breuil-sur-Vesle im Süden, Courlandon im Westen und Südwesten, Baslieux-lès-Fismes im Westen sowie Les Septvallons im Nordwesten.

## Bevölkerungsentwicklung
| Jahr                       | 1962 | 1968 | 1975 | 1982 | 1990 | 1999 | 2006 | 2013 | 2018 |
| Einwohner                  | 335  | 294  | 267  | 261  | 295  | 324  | 319  | 334  | 312  |
| Quellen: Cassini und INSEE |      |      |      |      |      |      |      |      |      |

## Sehenswürdigkeiten

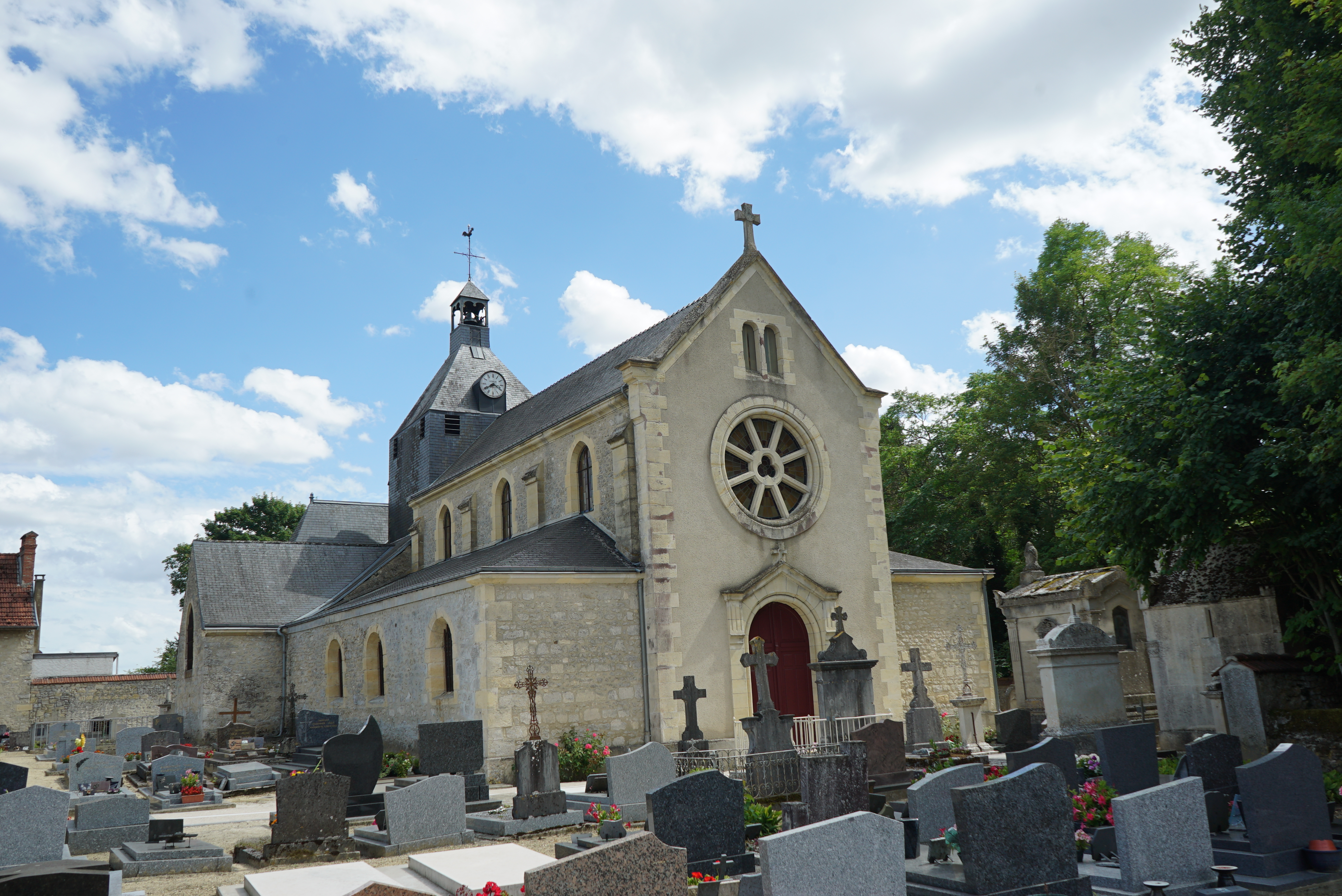
Kirche Saint-Timothée-et-Saint-Apollinaire

- Kirche Saint-Timothée-et-Saint-Apollinaire
- Schloss Romain aus dem 17. Jahrhundert

## Persönlichkeiten
- Jacques Herbillon (1928–2011), Boxer